# Mohammed Zahir Shah

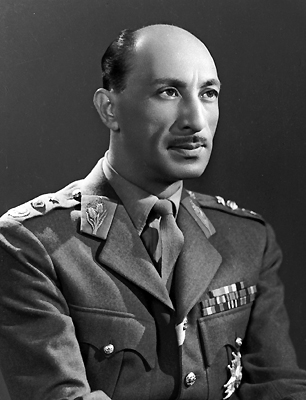
Mohammed Zahir Shah el 1963.

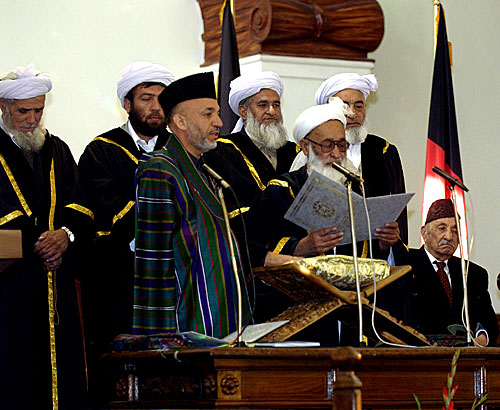
Mohammed Zahir, assegut a la dreta de la imatge, a la presa de possessió del president Hamid Karzai, el 7 de desembre de 2004.

Mohammed Zahir Shah (paixtu: محمد ظاهر شاه) (Kabul, 15 d'octubre de 1914 – Kabul, 23 de juliol de 2007) fou el darrer rei de l'Afganistan, que va regnar des del 1933 fins que fou deposat per un cop d'estat el 1973. El 2002 va tornar de l'exili, però sense restauració de la monarquia, i va rebre el títol de «Pare de la Nació».